# Akademické mistrovství světa v lyžařském orientačním běhu
Akademické mistrovství světa v lyžařském orientačním orientačním běhu (WUSOC - World University Ski Orienteering Championship) je pořádáno od roku 2016 a to každé dva roky. 
První ročník proběhl v roce 2016 v ruské Tule. V roce 2020 se mistrovství neuskutečnilo z důvodu pandemie covidu-19.
Třetí ročník hostilo v roce 2022 Česko s centrem v Jáchymově. 

## Seznam mistrovství světa
| Ročník   | Datum         | Místo                  |
| -------- | ------------- | ---------------------- |
| AMS 2016 | 10.-15. února | Tula, Rusko            |
| AMS 2018 | 21.-25. února | Tartu, Estonsko        |
| AMS 2022 | 22.-26. února | Jáchymov, Česko        |
| AMS 2024 | 12.-16. ledna | Lenzerheide, Švýcarsko |